# 1. mehanizirana divizija (Španija)
Za druge 1. divizije glejte 1. divizija.
1. mehanizirana divizija (izvirno špansko División de Infantería Mecanizada Brunete 1) je bila edina aktivna mirnodobna mehanizirana divizija v sestavi Španske kopenske vojske.

## Organizacija
- Divizijski generalštab
- Prištabni bataljon
- 10. mehanizirana brigada
- 11. mehanizirana brigada
- 12. mehanizirana brigada
- 12. lahki oklepni konjeniški polk
- 11. poljski artilerijski polk
- 1. inženirski polk
- 82. artilerijski protiletalski polk
- 1. divizijska logistična skupina